# Lazar Radović
Lazar Radović (Podgorica, 13 de novembre de 1937) és un exfutbolista montenegrí de la dècada de 1960.
Fou 7 cops internacional amb la selecció iugoslava amb la qual participà en els Jocs Olímpics de 1964.
Defensà els colors de Budućnost Titograd, Partizan Belgrad, Trikala FC, Xerxes i PSV Eindhoven.